# Joseph Aved
Jacques André Joseph Aved, zis și le Camelot sau Avet le Batave, (n. 12 ianuarie 1702, Douai, Comitatul Flandra, Franța – d. 4 martie 1766, Paris, Franța) a fost un pictor, colecționar, comerciant de artă francez.
A fost unul dintre portretiștii principiali al rococo-ului francez.

## Biografie
Tatăl său a fost medic, dar a rămas orfan din copilărie, unul dintre unchii săi, căpitan în garda olandeză, luându-l acasă la el în Amsterdam.
După formarea sa la Amsterdam alături de Boitard și Picart, Joseph Aved a lucrat, din 1721 la Paris, sub îndrumarea lui Belle.
Aved a fost admis la Academia Regală de Pictură și Sculptură în 1731, apoi agreat în 1734, an în care i s-a dat funcția de consilier. În 1759, a participat la ultimul său salon de pictură. De asemenea, exercitând profesia de negustor de artă, Aved deținea o colecție importantă de artă a contemporanilor săi francezi, precum Chardin, dintre care deținea cel puțin nouă picturi de natură moartă. Pe lângă ei, a avut lucrări ale unor maeștri italieni și mai ales olandezi. Această colecție a fost vândută la licitație la Paris în 1766.
Carle Van Loo, François Boucher, Dumont le Romain și Chardin au fost elevii săi. Georges Wildenstein prezintă în biografia pictorului, lista altor studenți precum: domnișoara Allais (Hallé, Hallet sau Alet), Antoine Lebel, domnișoara Bouchot, Denis Mosny, François Perdery, Jean Stouf cel Tânăr și Louis Quenet.

## Galerie

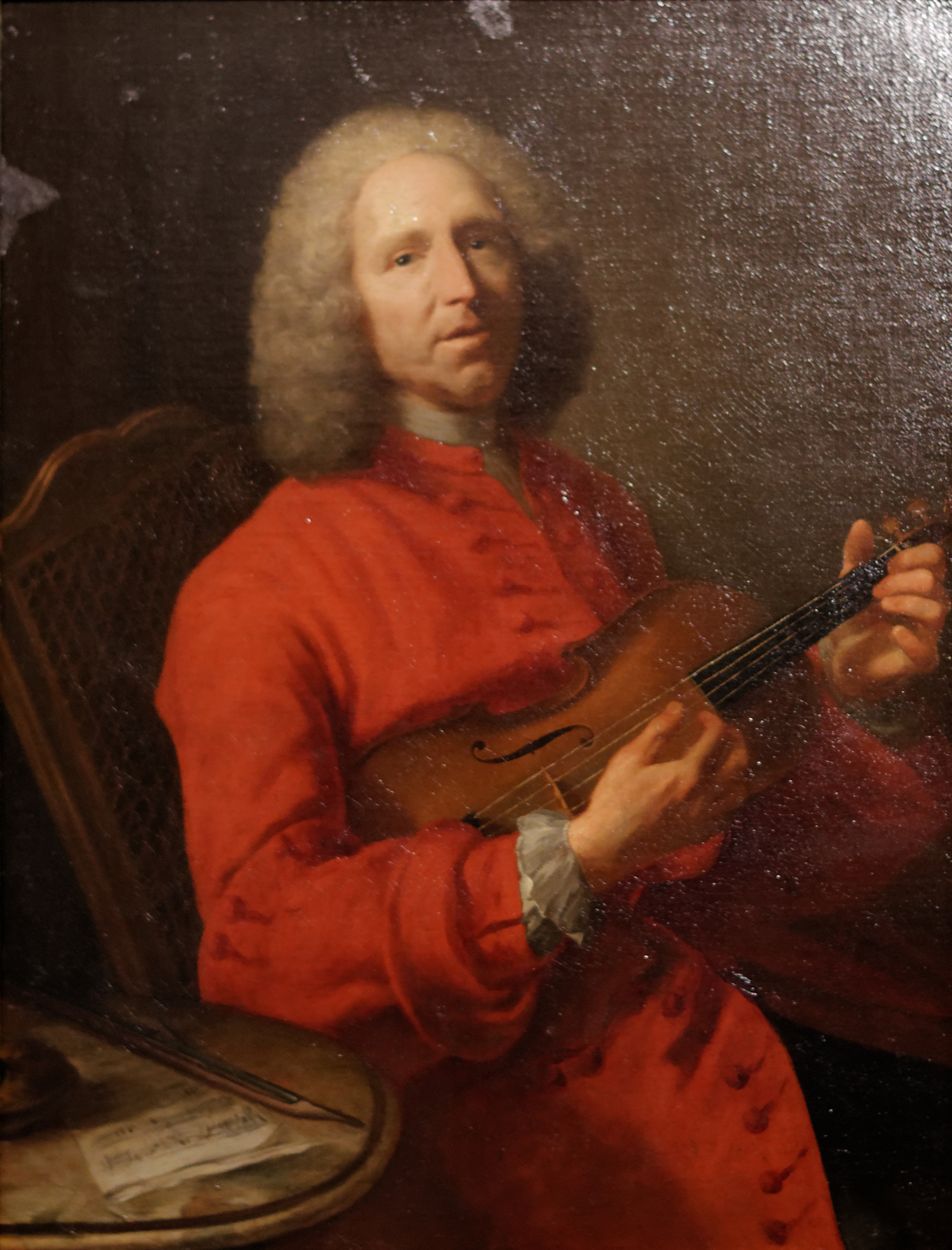
Portretul lui Jean-Philippe Rameau (aprox. 1728).
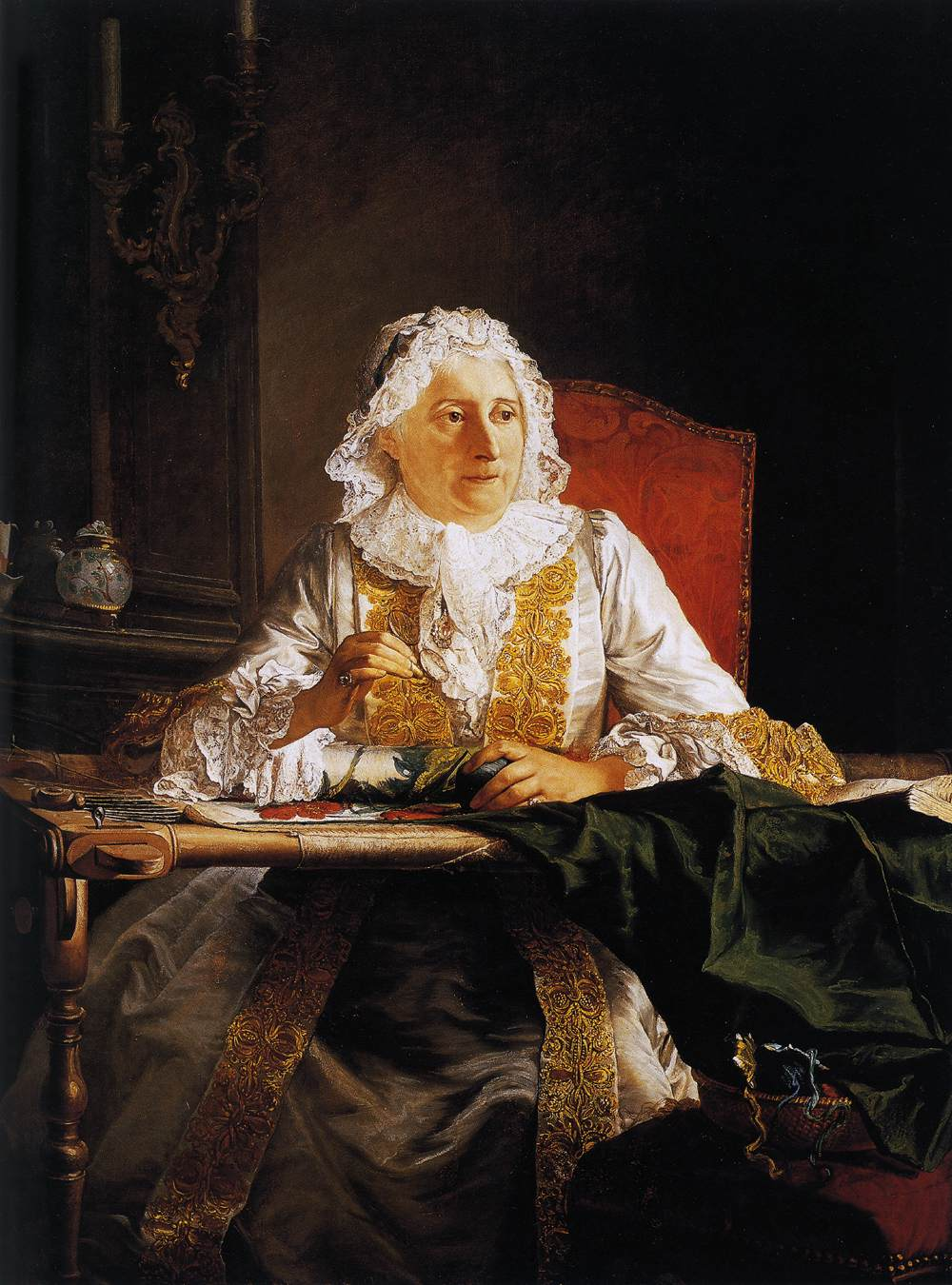
Madame Crozat, 1741 Montpellier, Musée Fabre
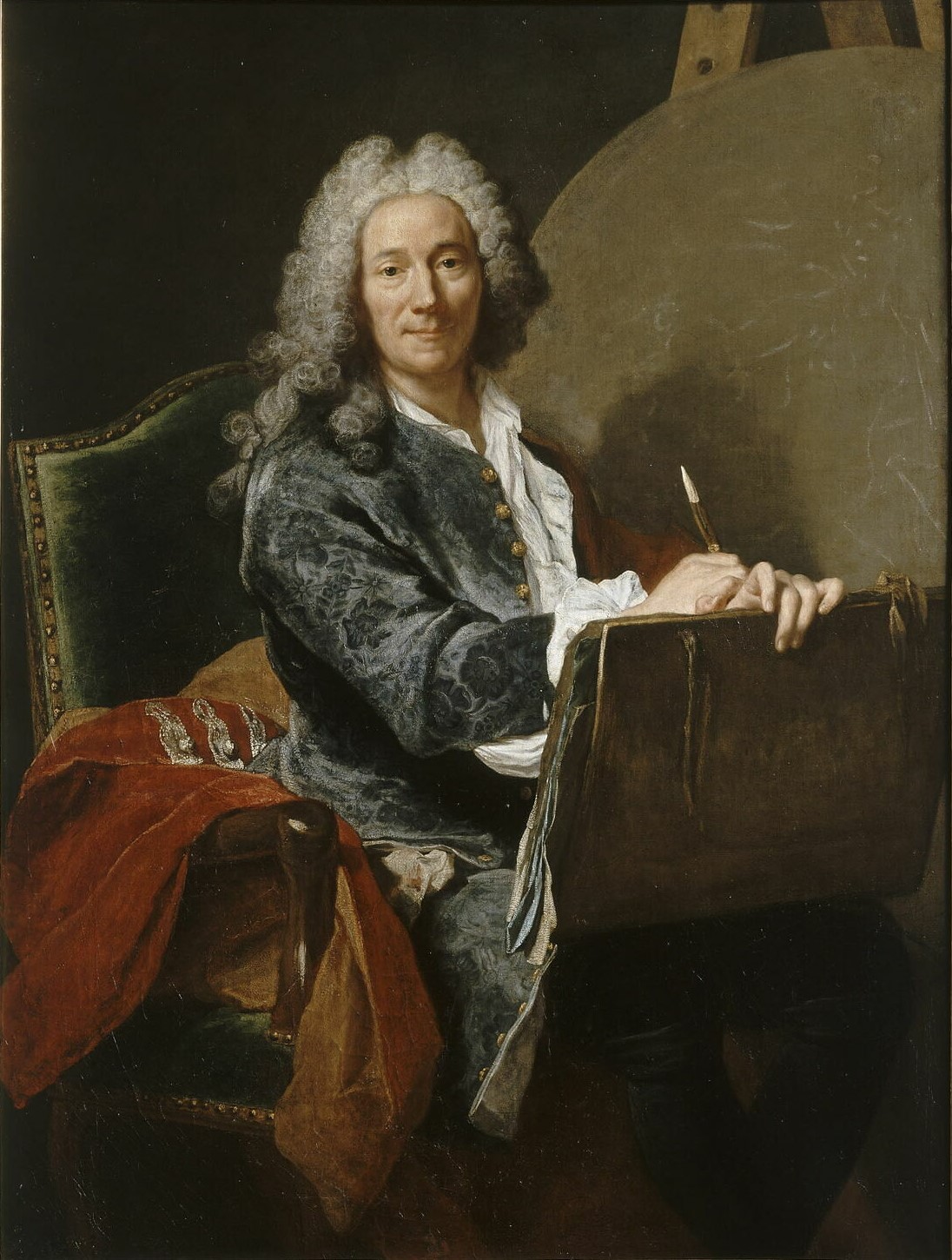
Pierre-Jacques Cazes
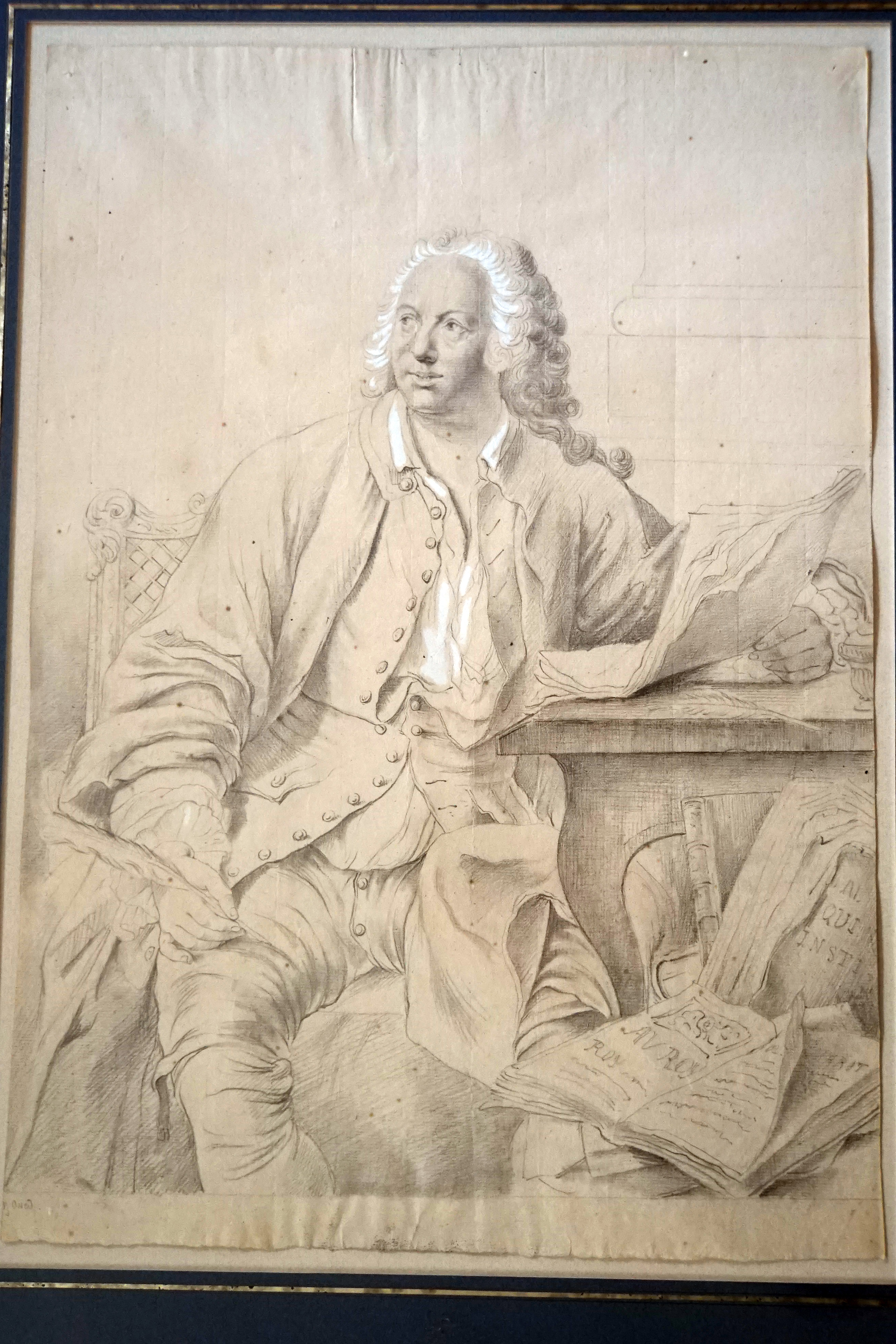
desen pentru portretul lui Jean-Baptiste Rousseau, Salonul din 1738